# Голосків (Коломийський район)
Голо́сків — село в Україні, в Отинійській селищній громаді Коломийського району Івано-Франківської області. Тут народився Францішек Карпінський

## Географія
У селі річка Бобрівка впадає у річку Хоросну.

## Історія
Село наявне на карті Боплана 1650 року.

## Населення

### Мова
Розподіл населення за рідною мовою за даними перепису 2001 року:
| Мова       | Кількість | Відсоток |
| ---------- | --------- | -------- |
| українська | 1371      | 99.85%   |
| російська  | 2         | 0.15%    |
| Усього     | 1373      | 100%     |

## Дуб Карпінського на околиці села Голосків
Визначною пам'яткою села є Дуб Карпінського. Дерево віком бл. 1000 років височіє біля новозбудованої церкви, яка споруджена на місці зруйнованої після ІІ Світової війни. Кажуть, Дуб Карпінського (в народі — Карпінський Дуб) пережив багато епох, і, ніби задумавшись, споглядає з пагорба в далечінь, то на краєвид села Голоскова, то, ніби тужіючи, на далекі вершини Карпатських гір. За однією з легенд, у дубі є потаємні двері, які можуть одчинити тільки обрані. Ключа до тих дверей не шукайте, бо відкрити їх можна тільки вимовивши містичні слова. З-під самого дуба б'є прозоре джерело, яке має неабияку енергію. Старожили говорять, що вода з-під дуба є цілющою. Та щоб переконатися в цьому, скоштуйте її самі.
За іншою легендою, у село одного разу завітав Олекса Довбуш, і заховав свого скарба у дубі…

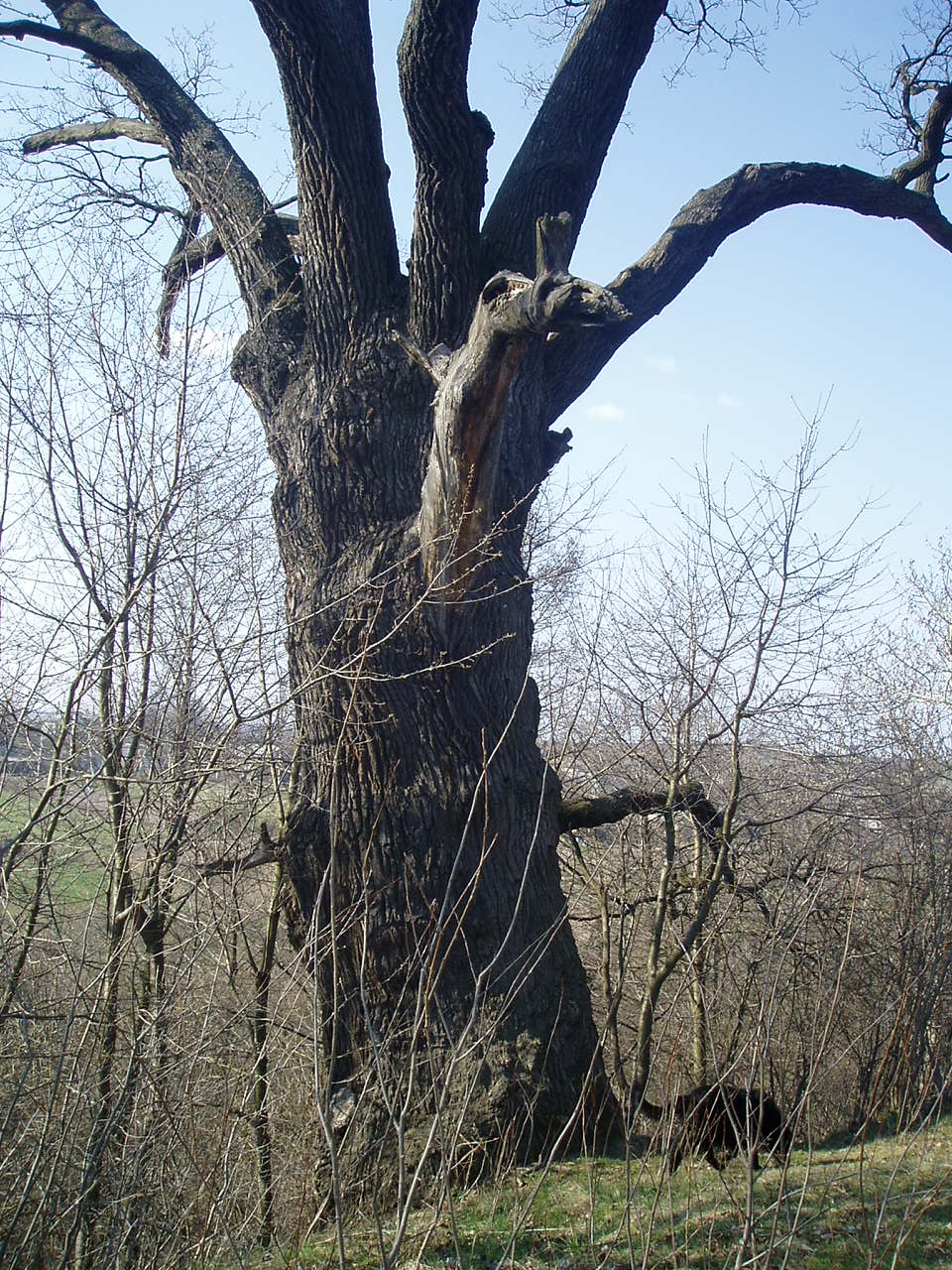

## Олекса Довбуш в Голоскові
За свідченням істориків:
1741 р. 8 жовтня — Олекса Довбуш нападає на маєток шляхтича Карпінського в селі Голосків Коломийського повіту і гуманно поводиться з породіллю і немовлям, майбутнім відомим польським поетом Францішеком Карпінським. Про те, яким ввічливим і люб'язним був Олекса Довбуш, розповів згодом у спогадах сам поет: «Того дня, — пише Ф. Карпінський, — трапилась у домі моїх батьків дивна пригода. Сусід і приятель мого батька Козловський перестерігав його (батька) на кілька годин перед тим, коли я мав побачити світ, що славний на все Покуття опришок Олекса Довбуш, який у цих краях немало себе показував, мав напасти на дім моїх родичів з 12 молодцями. В тяжких болях лежала моя мати на ліжку, а батько покинув хату, побоюючись, щоб не втратив життя, забрав наскоро з собою все, що міг, і сховався в недалекому лісі, наказавши при своєму відході, щоб для того страшного гостя і його товаришів поставити на стіл хліб, сир і горілку. Через годину після мого народження прийшов у двір Довбуш зі своїми; застав у всьому домі лише мою матір на ліжку і бабу, що мене мила і на руках тримала, — більше не було нікого. Моя мати не могла говорити з болів і переляку, баба приступила до Довбуша зі мною на руках і каже: „Ось годину тому, як народилася дитина, зважай на Бога і на хвору матір, і на немовлятко і не роби ніякої шкоди, коли тебе приймають, як доброго гостя“. Ці слова зворушили серце ватажка; він наказав своїм молодцям, щоб поводили себе чемно і засів з ними до їжі й до горілки, якої було досить. Бабі дав потім три злотих червоних, а мою матір просив, щоб дала дитині на згадку, що він там був, ім'я — Олекса — бо так звався Довбуш — і пішов зі своїми, не зробивши ніякої шкоди».

## Сучасність
У серпні 2016 р. громада перейшла з-під юрисдикції УАПЦ в УПЦ КП.

## Відомі люди
- Гуцуляк Микола Дмитрович — український радянський діяч.
- Яков'як Віктор Петрович (1988-2014) — колишній беркутівець, який загинув під час антитерористичної операції на Сході України.
- Вежбіцький Дмитро Михайлович - народився 01.11.2000. 17.11.2023 загинув у війні проти росії.
- Ленчук Іван Васильович - народився 23.07.1974, відразу після початку повномасштабної війни 2022 року пішов захищати Батьківщину. Загинув 27.01.2024.